# رفائیل
رفائیل یا رافائل (به عبری: רָפָאֵל) یکی از فرشتگان مقرب در دین مسیحیت و یهودیت است. به زعم یهودیان و هم مسیحیان، انجام امور مرتبط با شفابخشی به عهده این فرشته است. در اسلام اسرافیل مشابه رافائل است. نام رافائل در کتاب توبیت آمده که مورد پذیرش کاتولیک‌ها و ارتدکس‌ها می‌باشد.